# Трепко
Трепко(енгл. Blinky) је измишљени лик у цртаној телевизијској серији „Симпсонови“. Он је златна рибица са три ока у Спрингфилдском језеру.